# Barbus plebejus
Il barbo padano o barbo italico (Barbus plebejus (Bonaparte, 1839)) è un pesce osseo d'acqua dolce appartenente alla famiglia Cyprinidae.

## Distribuzione e habitat
Il barbo padano è endemico dei fiumi che sfociano nel mar Adriatico settentrionale compresi tra il Tronto e il Krka compreso il Po e relativi affluenti e in generale tutti i fiumi dell'Italia settentrionale eccetto quelli liguri. In seguito ad introduzioni è presente su tutto il territorio italiano. Risulta essere stato introdotto anche in acque austriache.
L'habitat del barbo italico è caratterizzato da acque correnti, limpide e ben ossigenate della zona dei ciprinidi a deposizione litofila con fondi ghiaiosi o sabbiosi. Ha una certa adattabilità alle variazioni ambientali, si può talvolta ritrovare nella zona dei salmonidi e può popolare anche acque piuttosto torbide a patto che abbiano un buon contenuto di ossigeno. Può vivere anche nei laghi ad altitudini fino a 600 metri. Durante il periodo riproduttivo necessita di fondi ghiaiosi e acque limpide e correnti mentre nelle altre stagioni può spostarsi anche in acque più lente e torbide.

## Descrizione
L'aspetto generale del barbo padano non si discosta significativamente da quello degli altri Barbus europei, ha corpo affusolato con ventre quasi piatto e dorso relativamente convesso; il corpo è coperto da scaglie piccole. La testa è conica e allungata e l'occhio relativamente piccolo; la bocca si apre in posizione inferiore ed è bordata da labbra carnose sulle quali sono impiantate due paia di barbigli. Il labbro inferiore, come in tutti i Barbus, ha una prominenza posteriore detta lobo mediano. È in particolare molto simile al barbo etrusco specie vicariante nel distretto Tosco-Laziale e, in misura minore, con il barbo europeo, estesamente introdotto in tutta Italia. Si ricorda che queste tre specie, laddove messe artificialmente in simpatria, si sono estesamente ibridate dando luogo a fenomeni di introgressione genetica tali da rendere impossibile il riconoscimento della specie in base ai soli caratteri morfologici: i caratteri indicati sono validi dunque solo per gli esemplari puri e non ibridati. In B. plebejus adulto il primo raggio ossificato della pinna dorsale è flessibile e leggermente seghettato posteriormente per la metà della sua lunghezza o meno (di solito liscio in B. tyberinus e fortemente seghettato in B. barbus). La pinna anale è lunga (più lunga nei maschi), può raggiungere ma non superare l'inizio della pinna caudale.
La livrea varia a seconda del tipo di fondale, il colore di fondo è verdastro o brunastro scuri sul dorso che diventa giallastro più chiaro sui fianchi con una fine punteggiatura grigio-nera (i punti sono generalmente più piccoli e meno vistosi che nel barbo etrusco) che tende a ridursi fino a scomparire negli esemplari di maggiori dimensioni. Spesso la maculatura è presente sui fianchi ma manca o è ridotta sul dorso. Le pinne hanno colore scuro che va dal verdastro al bruno-giallastro e sono spesso prive di macchie; possono assumere una tonalità arancio durante la frega. I giovanili sotto i 15 cm hanno una colorazione molto più contrastata con grossi punti scuri ben definiti su tutto il corpo.
In casi eccezionali può raggiungere i 70 cm di lunghezza ed i 6 kg di peso, la misura media dell'adulto sono di circa 40 cm di lunghezza.

## Biologia
Può vivere fino a 15 anni.

### Comportamento
Gregario, vive in gruppi di dimensioni medio-piccole, talvolta assieme ad altre specie di ciprinidi.

### Riproduzione
La riproduzione avviene tra maggio e luglio, in occasione della frega si radunano in banchi ed effettuano brevi migrazioni verso monte per raggiungere stazioni con corrente vivace o turbolenta e fondali ghiaiosi o sassosi. Ogni femmina depone da 8000 a 25.000 uova di dimensioni fra i 2,5 e i 3 mm che aderiscono al substrato. La schiusa avviene in circa 8 giorni a 16 °C di temperatura. La maturità sessuale è raggiunta a 2 anni di età nei maschi e a 3 nelle femmine ma questi tempi dipendono dalle condizioni ambientali.

### Alimentazione
Il barbo italico possiede una dieta onnivora: si nutre principalmente di invertebrati bentonici come larve di tricotteri, efemerotteri e plecotteri, materiale vegetale e piccoli pesci.

## Pesca
La sua importanza per la pesca commerciale è attualmente nulla anche se negli anni 50 del XX secolo ne venivano catturate e commercializzate circa tre tonnellate all'anno nel solo lago di Garda. Ha un notevole interesse per la pesca sportiva, viene pescato soprattutto con la tecnica della passata, della pesca a fondo o a ledgering impiegando esche naturali come larve o vermi; occasionalmente abbocca agli artificiali impiegati nella pesca a spinning. È una preda apprezzata per la sua strenua difesa, soprattutto gli esemplari più grandi. Le carni sono buone ma estremamente liscose. Viene allevato in itticoltura per produrre giovani esemplari per ripopolamenti per la pesca sportiva.

## Conservazione
La specie è abbondante e con popolazioni stabili in parte dell'areale anche se si sono verificate rarefazioni locali; sembra che sia estinto nella parte media e bassa dell'asta principale del Po in seguito all'introduzione di specie aliene come il barbo europeo e il siluro. Le minacce principali sono costituite dalla costruzione di dighe, distruzione dell'habitat in seguito a lavori in alveo, inquinamento organico e introduzione di specie aliene. Non constatando una diminuzione preoccupante in seguito a questi impatti la lista rossa IUCN classifica B. plebejus come "a rischio minimo". Un altro pericoloso impatto è costituito dall'inquinamento genetico dovuto all'ibridazione con altre specie di Barbus alloctone come il barbo europeo; uno studio effettuato nell'Adda ha mostrato segni di introgressione genetica nel 40% degli individui.

## Tassonomia
È stato storicamente considerato come una sottospecie se non un sinonimo di Barbus barbus.